# Öxing
Öxing, früher Oexing, Exing, ist ein Ortsteil der Stadt Grafing bei München im oberbayerischen Landkreis Ebersberg. Die ehemalige Gemeinde Oexing wurde am 1. August 1933 nach Markt Grafing, dem heutigen Grafing bei München, eingemeindet und entspricht etwa der heutigen Gemarkung Oexing innerhalb des Stadtgebiets. Diese Eingemeindung war die erste Erweiterung von Grafing, damals nach Osten.

## Geographie
Die Grenze verläuft, von Nord nach Süd, entlang Wasserburger Straße, Münchener Straße, Lederergasse, Grenzstraße, Brückenweg, Sudetenstraße, Schlesierstraße und Schloßstraße. Öxing ist mit Grafing baulich verwachsen und nicht mehr als separater Wohnplatz erkennbar.

## Geschichte
Die erste Erwähnung von Öxing ist für 813 überliefert. Damit ist Öxing der älteste Ort von Grafing. Bis zum Ende des 17. Jahrhunderts stand in Öxing die einzige Pfarrkirche der Umgebung, St. Ägidius, zu der auch die Bewohner von Grafing gehörten.
1925 zählte das Pfarrdorf Öxing 702 Einwohner. Zur 381,64 Hektar großen Gemeinde gehörten noch fünf weitere kleine Ortsteile:
| Ort          | Topographische Bezeichnung | Bevölkerung 16.06.1925 | Wohngebäude |
| Oexing       | Pfarrdorf                  | 702                    | 133         |
| Am Berg      | Weiler                     | 55                     | 12          |
| Assinger     | Einöde                     | 6                      | 1           |
| Großottmühle | Einöde                     | 6                      | 2           |
| Höllmühle    | Einöde                     | 11                     | 1           |
| Kothmühle    | Einöde                     | 8                      | 1           |
| Oexing       | ehemalige Gemeinde         | 788                    | 150         |

Die gesamte Gemeinde hatte 788 Einwohner.
In späteren Ortschaftenverzeichnissen wurden diese Orte nicht mehr getrennt vom Markt bzw. von der Stadt Grafing nachgewiesen.
Die drei letztgenannten Orte waren Wassermühlen, später Wasserkraftwerke an der Attel, die in Öxing durch den Zusammenfluss von Wieshamerbach und Urtel ihren Ursprung hat.
Früher gab es noch den Ort Kerschbaumer, eine weitere Einöde, in der es zum Stand der Volkszählung vom 1. Dezember 1871 drei Einwohner, ein Gebäude und etwa sechs Rinder gab.